# Çöğürlü, Banaz
Çöğürlü là một xã thuộc huyện Banaz, tỉnh Uşak, Thổ Nhĩ Kỳ. Dân số thời điểm năm 2010 là 76 người.